# Collegio plurinominale Campania - 02 (2020)
Il collegio elettorale plurinominale Campania - 02 è un collegio elettorale plurinominale della Repubblica italiana per l'elezione del Senato della Repubblica.

## Territorio
Come previsto dalla legge n. 51 del 27 maggio 2019, il collegio è stato definito tramite decreto legislativo all'interno della circoscrizione Campania.
Il collegio comprende la zona definita dai tre collegi uninominali Campania - 01 (Caserta), Campania - 02 (Benevento) e Campania - 03 (Salerno) quindi tutte le province di Avellino, Benevento e Caserta e la gran parte della provincia di Salerno (137 comuni).

## XIX legislatura

### Risultati elettorali
|                               | Fratelli d'Italia                                       | 231 792   | 22,16 | 1 | 402 736   | 38,50 | 3 |  |  |
|                               | Forza Italia                                            | 111 213   | 10,63 | – | 402 736   | 38,50 | 3 |  |  |
|                               | Lega per Salvini Premier                                | 54 976    | 5,26  | 1 | 402 736   | 38,50 | 3 |  |  |
|                               | Noi Moderati                                            | 4 755     | 0,45  | – | 402 736   | 38,50 | 3 |  |  |
|                               | Movimento 5 Stelle                                      | 291 353   | 27,85 | 2 | 291 353   | 27,85 | – |  |  |
|                               | Partito Democratico - Italia Democratica e Progressista | 180 367   | 17,24 | 1 | 242 443   | 23,18 | – |  |  |
|                               | Alleanza Verdi e Sinistra                               | 26 628    | 2,55  | – | 242 443   | 23,18 | – |  |  |
|                               | +Europa                                                 | 22 760    | 2,18  | – | 242 443   | 23,18 | – |  |  |
|                               | Impegno Civico – Centro Democratico                     | 12 688    | 1,21  | – | 242 443   | 23,18 | – |  |  |
|                               | Azione - Italia Viva                                    | 55 008    | 5,26  | – | 55 008    | 5,26  | – |  |  |
|                               | Noi di Centro – Europeisti                              | 22 501    | 2,15  | – | 22 501    | 2,15  | – |  |  |
|                               | Unione Popolare                                         | 16 500    | 1,58  | – | 16 500    | 1,58  | – |  |  |
|                               | Italexit                                                | 15 442    | 1,48  | – | 15 442    | 1,48  | – |  |  |
| Totale                        | Totale                                                  | 1 045 983 | 100   | 5 | 1 045 983 | 100   | 3 |  |  |
|                               |                                                         |           |       |   |           |       |   |  |  |
| Voti non validi               | Voti non validi                                         | 55 772    | 5,06  |   |           |       |   |  |  |
| Votanti                       | Votanti                                                 | 1 101 755 | 56,25 |   |           |       |   |  |  |
| Elettori                      | Elettori                                                | 1 958 656 |       |   |           |       |   |  |  |
|                               |                                                         |           |       |   |           |       |   |  |  |
| Data: 25 settembre 2022       |                                                         |           |       |   |           |       |   |  |  |
| Fonte: Ministero dell'interno |                                                         |           |       |   |           |       |   |  |  |

### Eletti

#### Eletti nei collegi uninominali
Eletti nella coalizione di centro-destra (FdI - Lega - FI - NM)
| Collegio uninominale | Eletto | Eletto            | Partito           |
| -------------------- | ------ | ----------------- | ----------------- |
| 1. Caserta           |        | Giovanna Petrenga | Fratelli d'Italia |
| 2. Benevento         |        | Giulia Cosenza    | Fratelli d'Italia |
| 3. Salerno           |        | Antonio Iannone   | Fratelli d'Italia |

#### Eletti nella quota proporzionale
| Movimento 5 Stelle               | Fratelli d'Italia | Partito Democratico-IDP | Lega                  |
| -------------------------------- | ----------------- | ----------------------- | --------------------- |
|                                  |                   |                         |                       |
| Anna Bilotti Francesco Castiello | Domenico Matera   | Susanna Camusso         | Gianluca Cantalamessa |

1. ↑  Deceduto in data 31.12.2024. L'8 gennaio 2025 gli subentra Felicia Gaudiano.